# Preonzo
Preonzo (in dialetto ticinese Próns [pront͡s]) è un quartiere di 682 abitanti della città svizzera di Bellinzona, sito nel Canton Ticino in valle Riviera.

## Geografia fisica

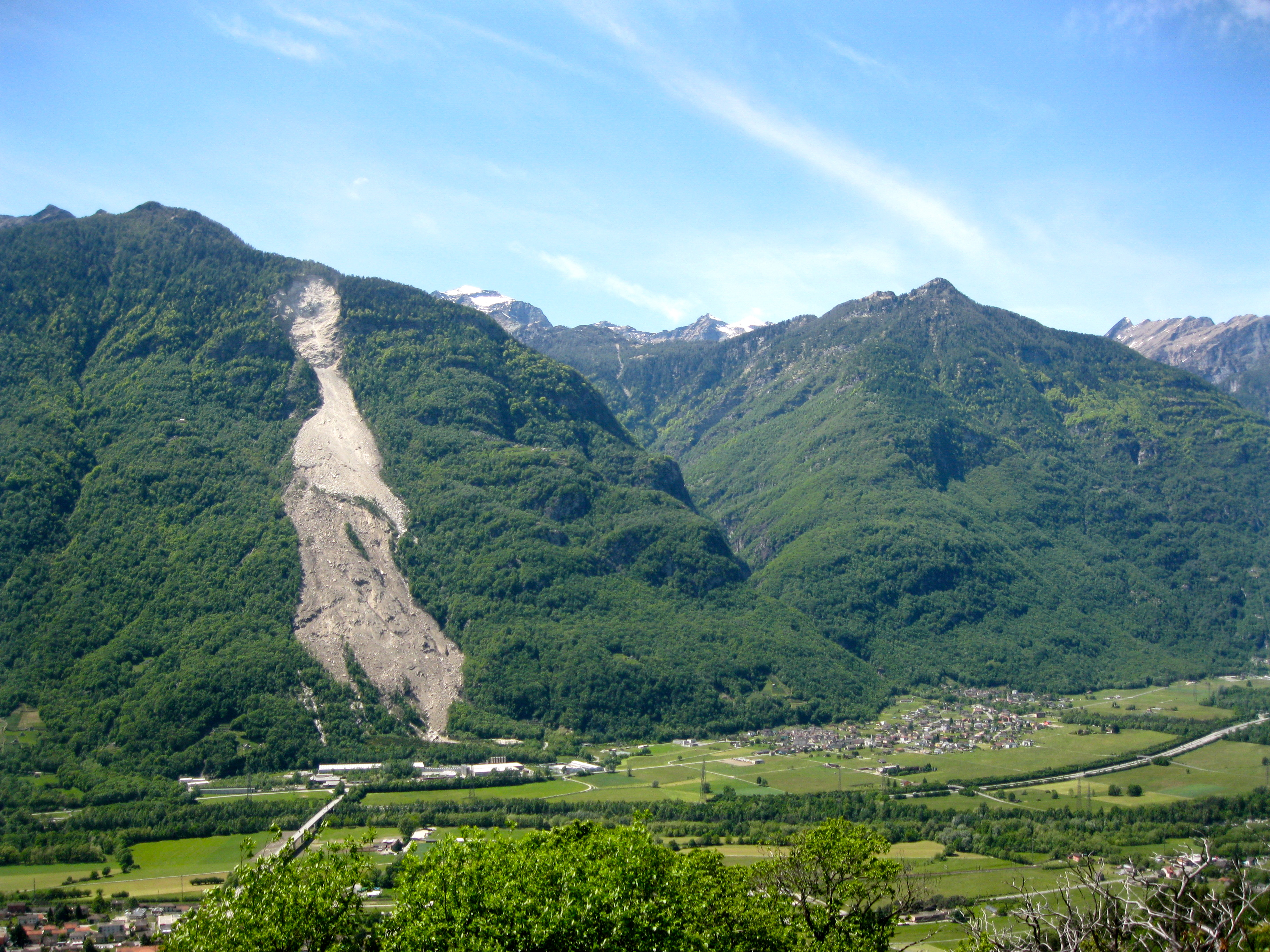
Gli abitati di Preonzo e Moleno con la frana del Valegion nel 2012

La località si trova circa 7 km a nord di Bellinzona e 11 km a sud di Biasca, sulla sponda destra del fiume Ticino in valle Riviera a un'altitudine di 250  m s.l.m.
Contrariamente ad altre località vicine, il centro storico non si trova su un cono di deiezione come ad esempio Claro, Gnosca o Lodrino.
All'altezza di Preonzo il fiume Ticino effettua un meandro verso est per merito delle opere di bonifica e arginatura effettuate a inizio XX secolo.
L'autostrada A2 costruita a metà anni 1980 attraversa la campagna.
A sud del paese si trova una zona geologicamente instabile che nel corso dei secoli è stata teatro di vari smottamenti; dai primi anni del XXI secolo si è riattivato il fenomeno della frana del Valegion.

## Origini del nome
Non si hanno molte prove sull'origine del toponimo.
Secondo una teoria accreditata del linguista Konrad Huber l'etimologia di Preonzo dovrebbe collegarsi al latino Prefundus (profondo) e a Profunium (solco profondo nel fiume).
Si indicherebbe dunque un abbassamento fisico o una depressione nella valle o nel fiume.
Il toponimo ha subito variazioni nel corso dei secoli e sui vecchi testi sono citate varie forme: Prevonzo (1335), Provuntio (1431), Provontio (1514), Pronzio (1565), Preonz (1634) Preuonzo (1640).

## Storia

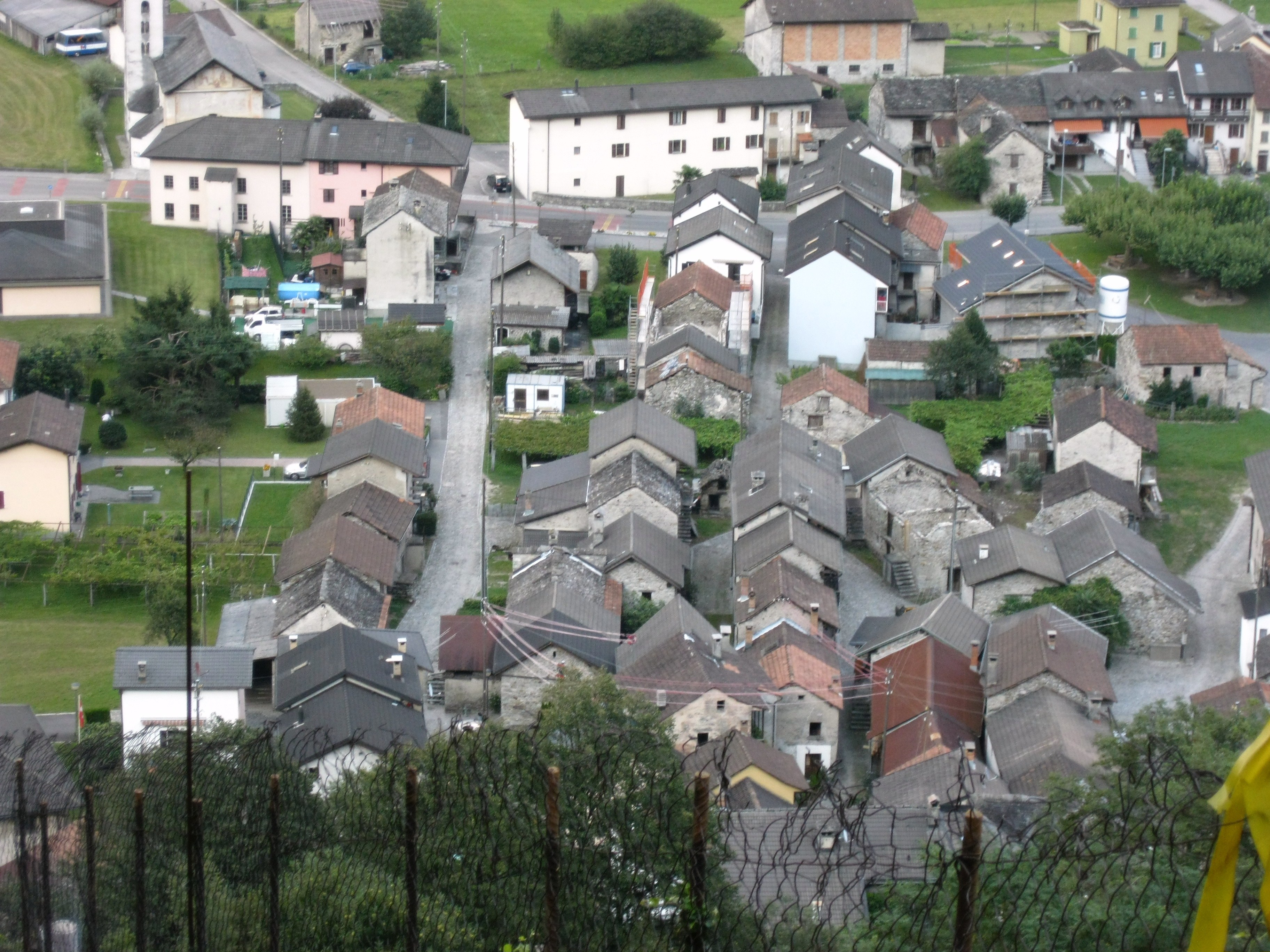
Il nucleo storico di Preonzo visto dall'alto

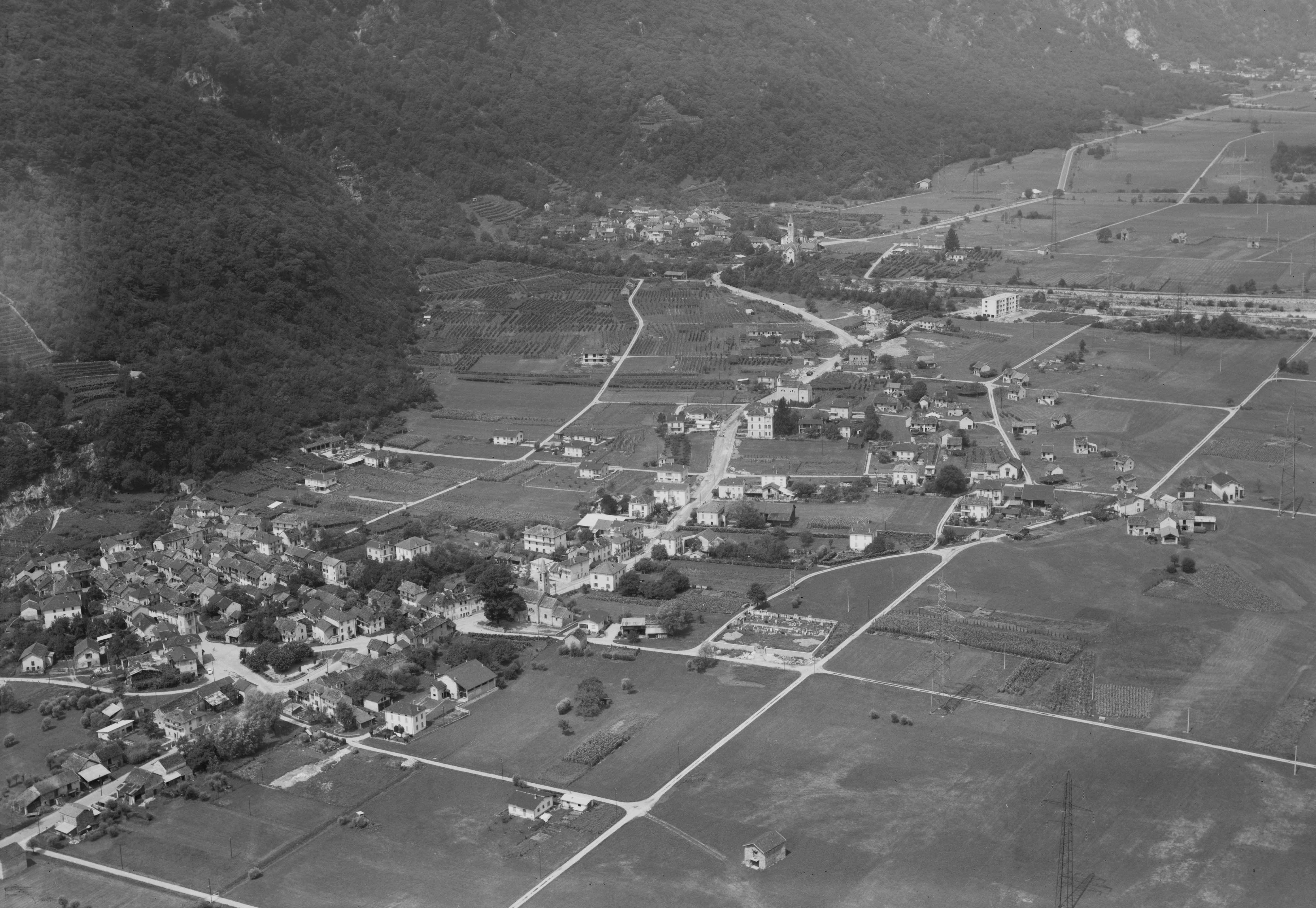
La località nel 1964

In origine i diritti che il vescovo di Como godeva su Preonzo passarono agli Orelli di Locarno nel 1181. Preonzo nel 1335, nel 1433 figurava come parte del contado di Bellinzona e nel 1477 venne citato come comune autonomo dipendente dal ducato di Milano.
Nel XIV secolo Preonzo e Moleno formavano una vicinanza dipendente dalla chiesa di quest'ultimo, i cui statuti vennero confermati e riconosciuti dai cantoni Uri e Obvaldo durante il primo periodo di occupazione svizzera (1403-1422). Venne definitivamente integrato nella Confederazione nel 1499.
Dal punto di vista ecclesiastico, Preonzo ebbe probabilmente legami con la parrocchia di Biasca, in seguito come detto appartenne a quella di Moleno da cui si separò, divenendo parrocchia autonoma nel 1545.
Preonzo, Moleno, Claro e Gnosca sono le uniche località del distretto di Bellinzona di rito ambrosiano, e pure le uniche situate in valle Riviera.

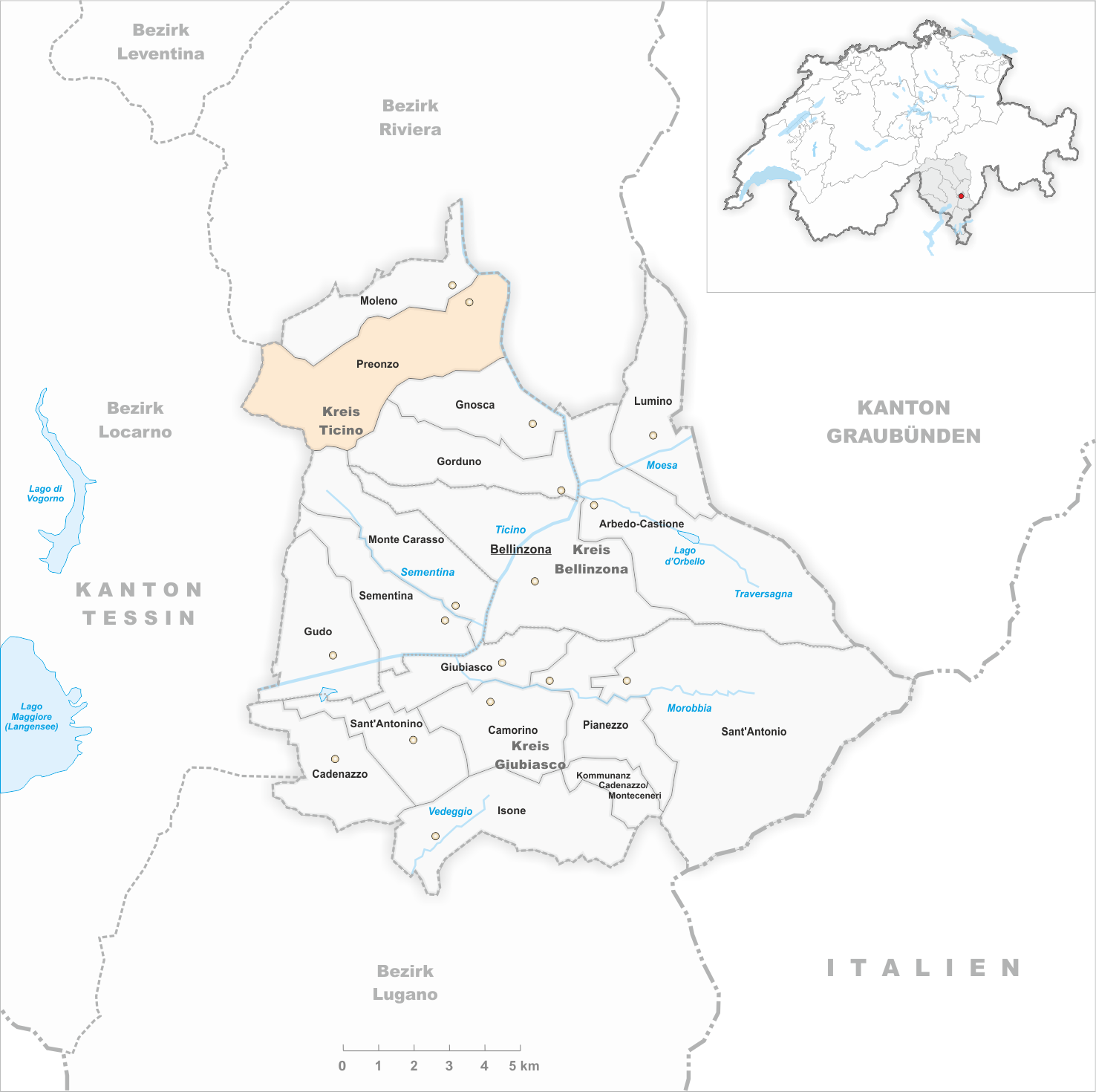
Il territorio del comune di Preonzo prima degli accorpamenti comunali del 2017

Fino al 1º aprile 2017 è stato un comune autonomo che si estendeva per 16,44 km²; con le elezioni comunali del 2 aprile 2017 è stato ufficialmente accorpato al comune di Bellinzona assieme agli altri comuni soppressi di Camorino, Claro, Giubiasco, Gnosca, Gorduno, Gudo, Moleno, Monte Carasso, Pianezzo, Sant'Antonio e Sementina nell'ambito del progetto di aggregazione del Bellinzonese.

### Simboli
Sullo stemma di Preonzo sono presenti:
- Un corso d'acqua, il riale di Moleno, che funge a tratti da confine nord del comune;
- Un ponte, che rappresenta il collegamento fisico tra Preonzo e Moleno, due paesi che secoli fa formavano una vicinia;
- Una ruota di mulino, che si riferisce ai mulini ad acqua utilizzati negli scorsi secoli sulle sponde del riale di Moleno.

## Monumenti e luoghi d'interesse

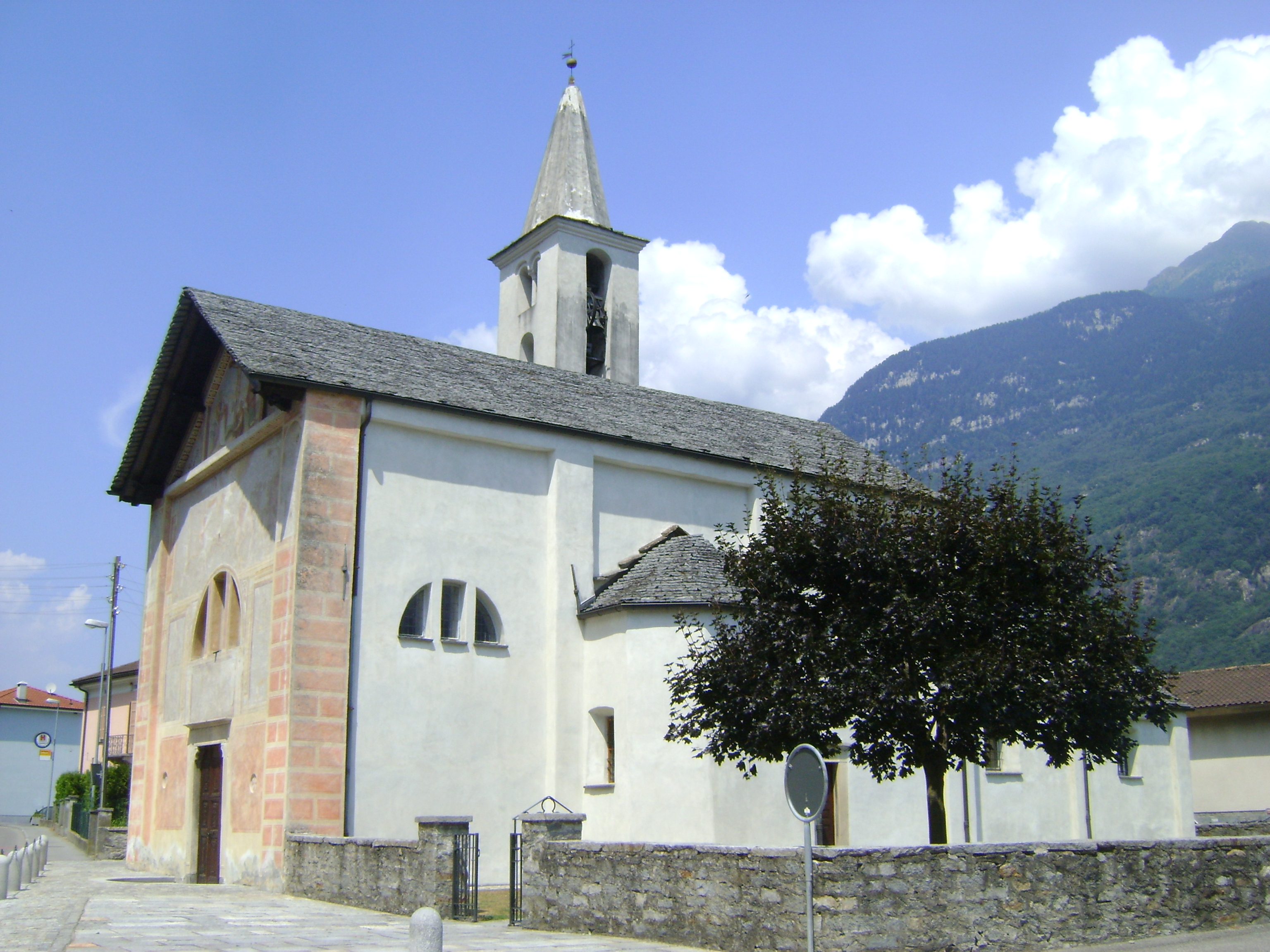
Chiesa parrocchiale dei Santi Simone e Giuda

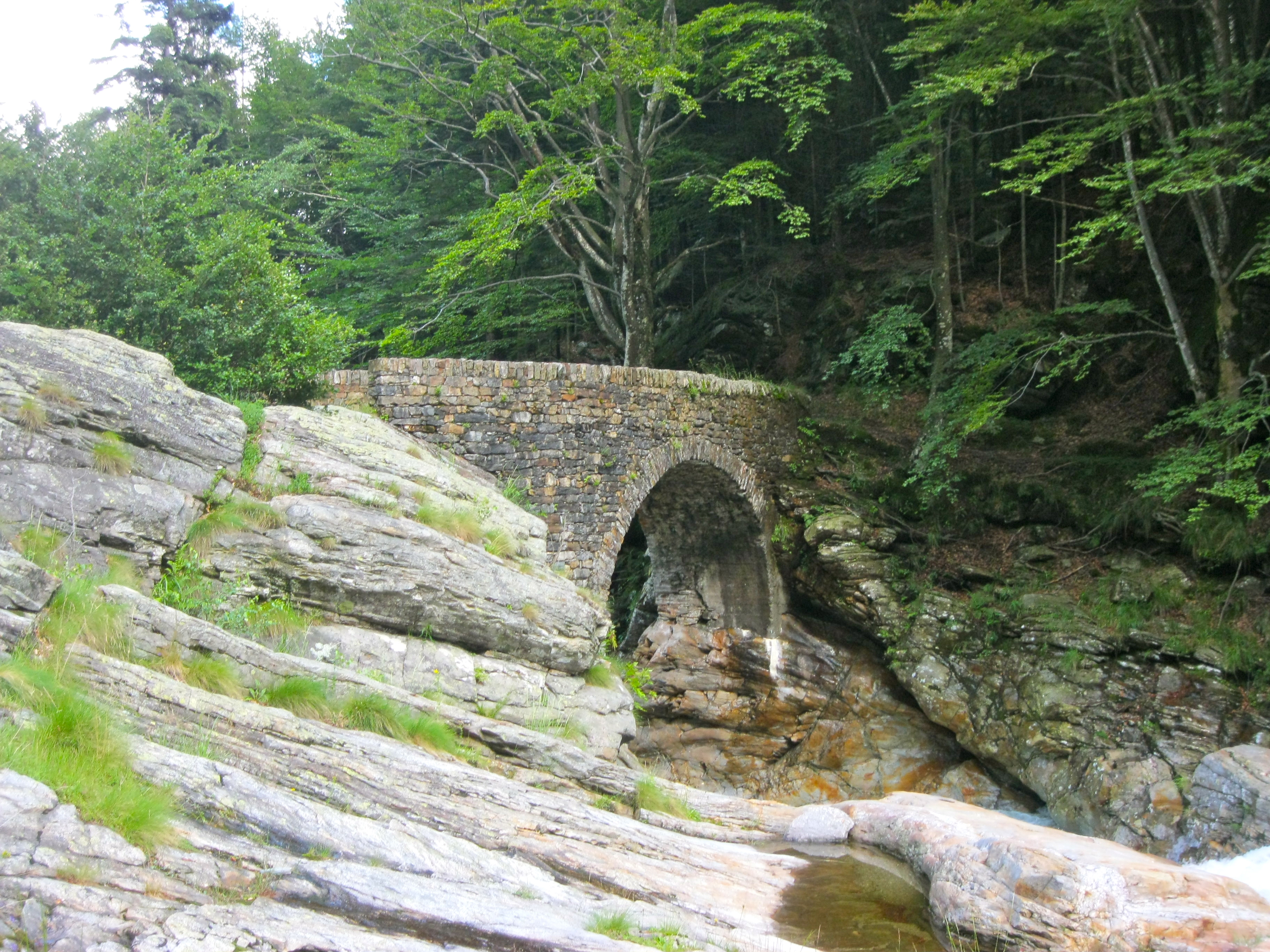
Il ponte di Ripiano

- Chiesa parrocchiale dei Santi Simone e Giuda, consacrata nel 1459[3];
- Chiesa della Madonna della Cintola, probabilmente costruita verso la fine del XVII secolo[senza fonte];
- Ruderi di due mulini ad acqua in località "i Murín" sul riale di Moleno[1];
- il ponte di Ripiano (pónn da Rapián), antico ponte ad arco in sasso che si trova a metà valle di Moleno e scavalca l'omonimo riale a 960 m s.l.m.;
- Capanne e rifugi della Valle di Moleno, di proprietà del locale patriziato: Capanna Alpe di Gariss (1 422 m s.l.m.) e Alpe di Lèis (1 801 m s.l.m.), Rifugio Alpe di Lai (1 138 m s.l.m.), Alpe Moroscetto (1 844 m s.l.m.), Alpe Cusale (1 640 m s.l.m.) e Alpe Confienn (1 456 m s.l.m.)[7].

## Società

### Evoluzione demografica
L'evoluzione demografica è riportata nelle seguenti tabelle:
Abitanti censiti

Abitanti censiti

### Lingue e dialetti
| %     | Ripartizione linguistica (gruppi principali) |
| ----- | -------------------------------------------- |
| 5,2%  | madrelingua tedesca                          |
| 1,2%  | madrelingua francese                         |
| 91,9% | madrelingua italiana                         |
| 0,2%  | madrelingua romancia                         |

### Religione
| Ripartizione religiosa (2000) Fonte:USTAT | %      |
| ----------------------------------------- | ------ |
| Cattolica                                 | 81,8 % |
| Protestante                               | 5,2 %  |
| Altre                                     | 10,9 % |
| Senza indicazione                         | 2,1 %  |

## Amministrazione
Ogni famiglia originaria del luogo fa parte del cosiddetto comune patriziale e ha la responsabilità della manutenzione di ogni bene ricadente all'interno dei confini della frazione.

## Sport
A Preonzo hanno sede alcune società sportive dilettantistiche: il Football Club Preonzo (calcio), il Tennis Club Preonzo-Moleno (tennis), la Società Federale Ginnastica Preonzo (ginnastica).